# Керчомъя (сельское поселение)
Керчомъя — административно-территориальная единица (административная территория село с подчинённой ему территорией) и муниципальное образование (сельское поселение с полным официальным наименованием муниципальное образование сельского поселения «Керчомъя») в составе муниципального района Усть-Куломского в Республике Коми Российской Федерации.
Административный центр и единственный населённый пункт — село Керчомъя.

## История
Статус и границы административной территории установлены Законом Республики Коми от 6 марта 2006 года № 13-РЗ «Об административно-территориальном устройстве Республики Коми».
Статус и границы сельского поселения установлены Законом Республики Коми от 5 марта 2005 года № 11-РЗ «О территориальной организации местного самоуправления в Республике Коми».
В начале 1920-х годов в Керчомъе в ссылке жил священноисповедник Афанасий (Сахаров).

## Население
| 2010 | 2011  | 2012  | 2013 | 2014 | 2015 | 2016 |
| ---- | ----- | ----- | ---- | ---- | ---- | ---- |
| 1043 | ↘1035 | ↘1006 | ↘982 | ↘962 | ↘910 | ↘896 |
| 2017 | 2018  | 2019  | 2020 | 2021 |      |      |
| ↘864 | ↘836  | ↘813  | ↘801 | ↘744 |      |      |